# بوری شاد
بوری شاد (به معنی گرگ حاکم یا گرگ فرمانده) یک شاهزاده یا فرمانده ترک بود که در سومین جنگ ایران و ترکان با ایرانیان جنوب قفقاز جنگید. در این جنگ خاقانات غربی ترک با بیزانس علیه ایران متحد شدند.
طبق گفته موسس کاغانکاتواتسی، بوری شاد هم یک شاهزاده گوک‌ترک و هم یک اِشاد یا فرمانده نظامی عالیرتبه در خاقانات غربی در قرن هفتم بود. او فرزند بغاشاد بود که شاید یبغو یا شاهزاده خزرها بوده است. عموی بوری شاد تانگ بیغو خاقان خاقان گوکترکهای غربی بود.
بوری شاد احتمالاً فرمانده نیروهای خزر در جنگ سوم پارس-ترک در قفقاز در سالها ۶۲۷ تا ۶۲۹ میلادی بوده است. تحت فرماندهی او خزرها شهرهای بسیاری را در آلبانیای قفقاز اشغال کردند و جای پای محکمی در قفقاز جنوبی برای خود فراهم ساختند.